# Ernst Boepple
SS-Oberführer Ernst Boepple (30 de novembro de 1887, Betzingen - 15 de dezembro de 1950, Cracóvia) foi um oficial nazista e oficial da SS, servindo como vice de Josef Bühler na Polônia ocupada durante a Segunda Guerra Mundial e o Holocausto, que foi executado por crimes de guerra.

## Publicações
- Friedrich des Großen Verhältnis zu Württemberg (i.e. Frederick the Great's Relation to Württemberg), Dissertation, C. A. Seyfried, 1915
- Die Judenfrage und der deutsche Buchhandel (i.e. The Jewish Question and the German book trade), Deutscher Volksverlag, 1920
- Zwischen Front und Heimat: Zum Vierjahrestag des Generalgouvernements (i.e. Between Front and Homeland: Fourth Anniversary of the General Government), Pressechef d. Regierg d. Generalgouvernements, 1943